# Italian Football League
La Italian Football League (IFL) (Liga Italiana de Fútbol Americano en español) es la competición más importante de fútbol americano en Italia. Se trata de una liga afiliada a la Federazione Italiana di American Football (FIDAF), organismo miembro de la Federación Europea de Fútbol Americano y de la Federación Internacional de Fútbol Americano. El partido final se denomina Italian Superbowl. 
Existen otras dos ligas, creadas en 2009, organizadas por la Federazione Italiana Football (FIF), denominadas Golden League y Silver League. El partido final de la Golden League se denomina Superbowl FIF. 

## Historia
La liga se crea el 29 de marzo de 2008 en Milán, sustituyendo a la anterior competición denominada National Football League Italy (NFLI), que estaba compuesta por dos categorías, la Serie A1 (donde se podían alinear jugadores extranjeros) y la Serie A2 (donde solamente podían inscribirse jugadores italianos).

### 2008
En la primera temporada (2008), compitieron 9 equipos (Ancona Dolphins, Bergamo Lions, Bologna Doves, Bolzano Giants, Catania Elephants, Milano Rhinos, Palermo Corsari, Palermo Sharks y Parma Panthers). 

### 2009
Para la siguiente temporada, 2009, se incorporan Bologna Warriors, Lazio Marines y Reggio Emilia Hogs, mientras que abandonan la liga Palermo Sharks y Palermo Corsari.

### 2010
En la temporada 2010 se retira Bologna Doves.

### 2011
En 2011 Milano Seamen sustituye a Bergamo Lions

### 2012
En 2012 la liga se amplía de diez a doce equipos, incorporándose Bergamo Lions y Martesana Daemons al plantel de 2011. Es considerada cómo la liga más importante de Italia

## Equipos
Actualizado el 26 de enero de 2024.
- Dolphins Ancona
- Frogs Legnano
- Giaguari Torino
- Guelfi Firenze
- Marines Lazio
- Panthers Parma
- Rhinos Milano
- Skorpions Varese
- Warriors Bologna

## Italian Bowl
El partido final del campeonato tiene el nombre oficial de Italian Super Bowl.
| Año  | Campeón        | Subcampeón        | Marcador |
| ---- | -------------- | ----------------- | -------- |
| 2008 | Bergamo Lions  | Bolzano Giants    | 56-54    |
| 2009 | Bolzano Giants | Lazio Marines     | 35-21    |
| 2010 | Parma Panthers | Catania Elephants | 56-26    |
| 2011 | Parma Panthers | Bologna Warriors  | 76-62    |
| 2012 | Parma Panthers | Catania Elephants | 61-43    |
| 2013 | Parma Panthers | Milano Seamen     | 51-28    |
| 2014 | Milano Seamen  | Parma Panthers    | 33-3     |
| 2015 | Milano Seamen  | Parma Panthers    | 24-14    |
| 2016 | Milano Rhinos  | Bolzano Giants    | 44-18    |
| 2017 | Milano Seamen  | Milano Rhinos     | 37-29    |
| 2018 | Milano Seamen  | Bolzano Giants    | 28-14    |
| 2019 | Milano Seamen  | Firenze Guelfi    | 62-28    |
| 2021 | Parma Panthers | Milano Seamen     | 40-34    |
| 2022 | Firenze Guelfi | Milano Seamen     | 21-17    |
| 2023 | Parma Panthers | Firenze Guelfi    | 29-13    |

## Títulos por club
| Equipo         | Títulos | Historial                     |
| -------------- | ------- | ----------------------------- |
| Parma Panthers | 6       | 2010-2011-2012-2013-2021-2023 |
| Milano Seamen  | 5       | 2014-2015-2017-2018-2019      |
| Firenze Guelfi | 1       | 2022                          |
| Milano Rhinos  | 1       | 2016                          |
| Bolzano Giants | 1       | 2009                          |
| Bergamo Lions  | 1       | 2008                          |